# Берег Скелетів (національний парк)
Берег Скелетів (англ. Skeleton Coast National Park) — національний парк в Намібії.
Утворений в 1971 році природний парк нині розташовується на площі 16845 км².
Національний парк займає північну частину Берега Скелетів. Його територія починається на півночі від річки Угаб і тягнеться на 500 км до річки Кунене на кордоні з Анголою. Парк на заході межує з регіоном Каоковелд. Його територія розділяється на дві зони: південну і північну. Доступ до південної частини вільний, у тому числі й на позашляховиках, північну можуть відвідувати тільки групи, організовані ліцензійними туристичними організаціями; ці групи зобов'язані дотримуватися спеціальних правил перебування і не мають права залишатися в парку на ніч.
В'їзд до парку знаходиться за декілька кілометрів перед річкою Угаб, русло якої в цьому місці прорізає глибокий звивистий каньйон крізь відкладення мармурових, доломітових і сланцевих порід. Біля в'їзду місцевість є галечною пустелею, тільки на півночі в 100 км, поблизу бухти Торра-Бей починаються поля піщаних дюн.
Біля річки Гуаб знаходиться покинута бурова вишка нафтовиків, на якій зараз гніздяться капські баклани. У декількох кілометрах на північ від Торра-Бей на березі лежить корпус корабля англ. Atlantic Pride, який розбився; у розташованому недалеко каньйоні, прорізаному в яскравих пісках, знаходиться єдиний в пустелі водоспад.
У північній частині в околицях річки Гоарусіб є пам'ятка природи Ревучі Дюни Террас-Бей. Внаслідок властивості піску, з якого вони складаються, при певній силі і напрямку вітру з цих дюн можна з'їжджати на сноуборді; при цьому резонансні коливання в піску створюють гуркіт, схожий на звук працюючого двигуна літака, який можна почути за декілька кілометрів.

## Фототека

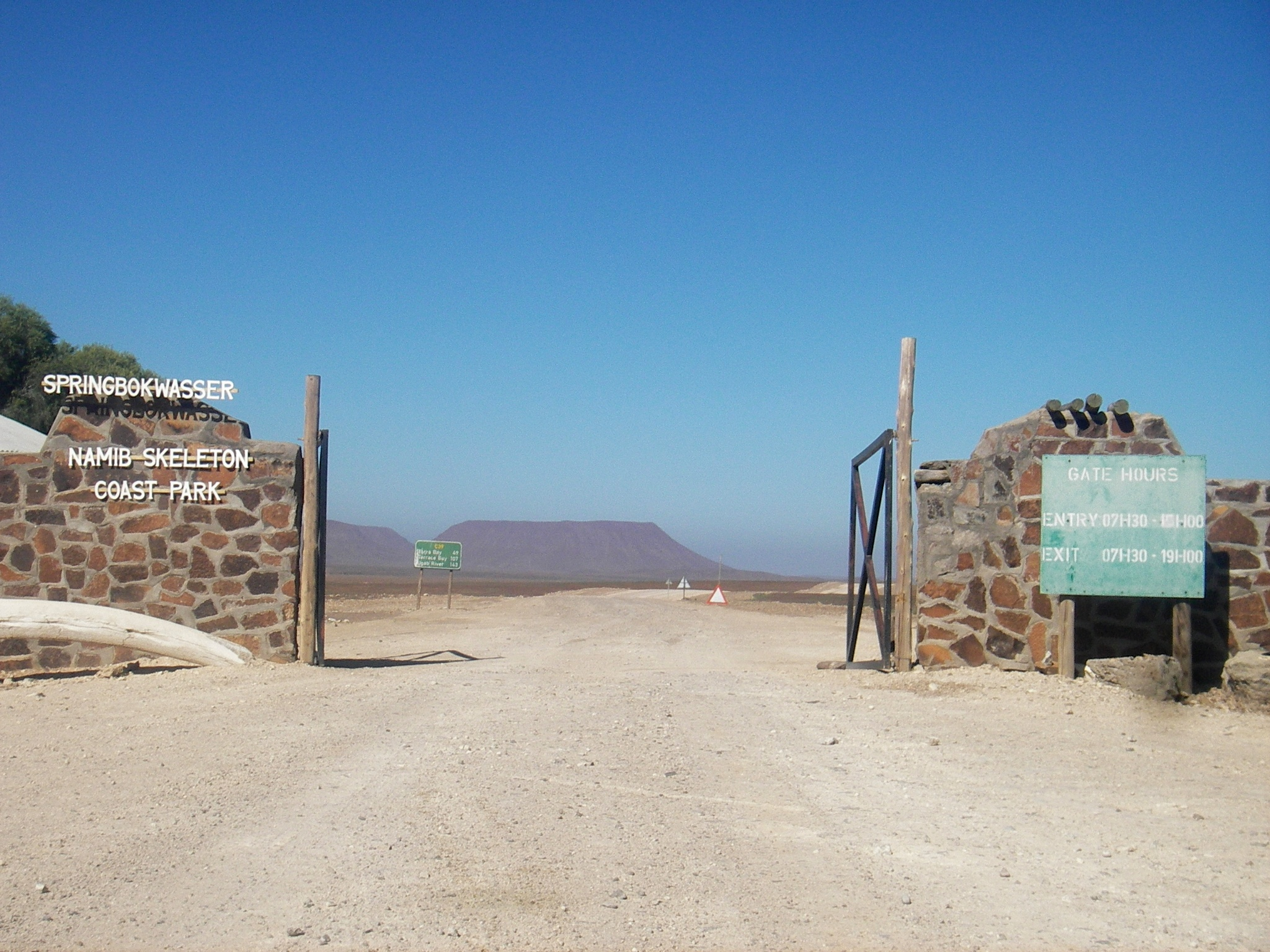
Шпринбокська брама — в'їзд по шосе С39
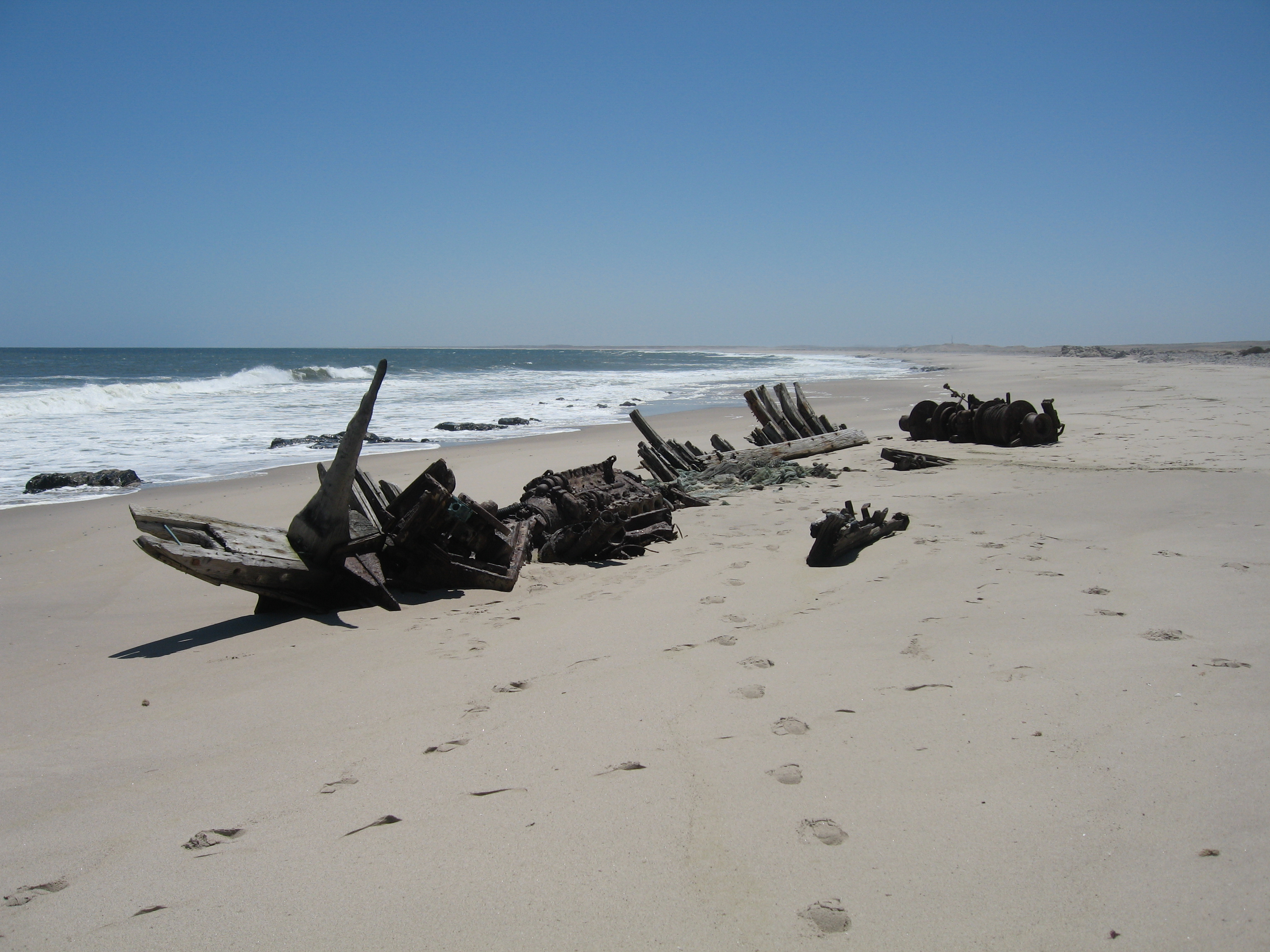
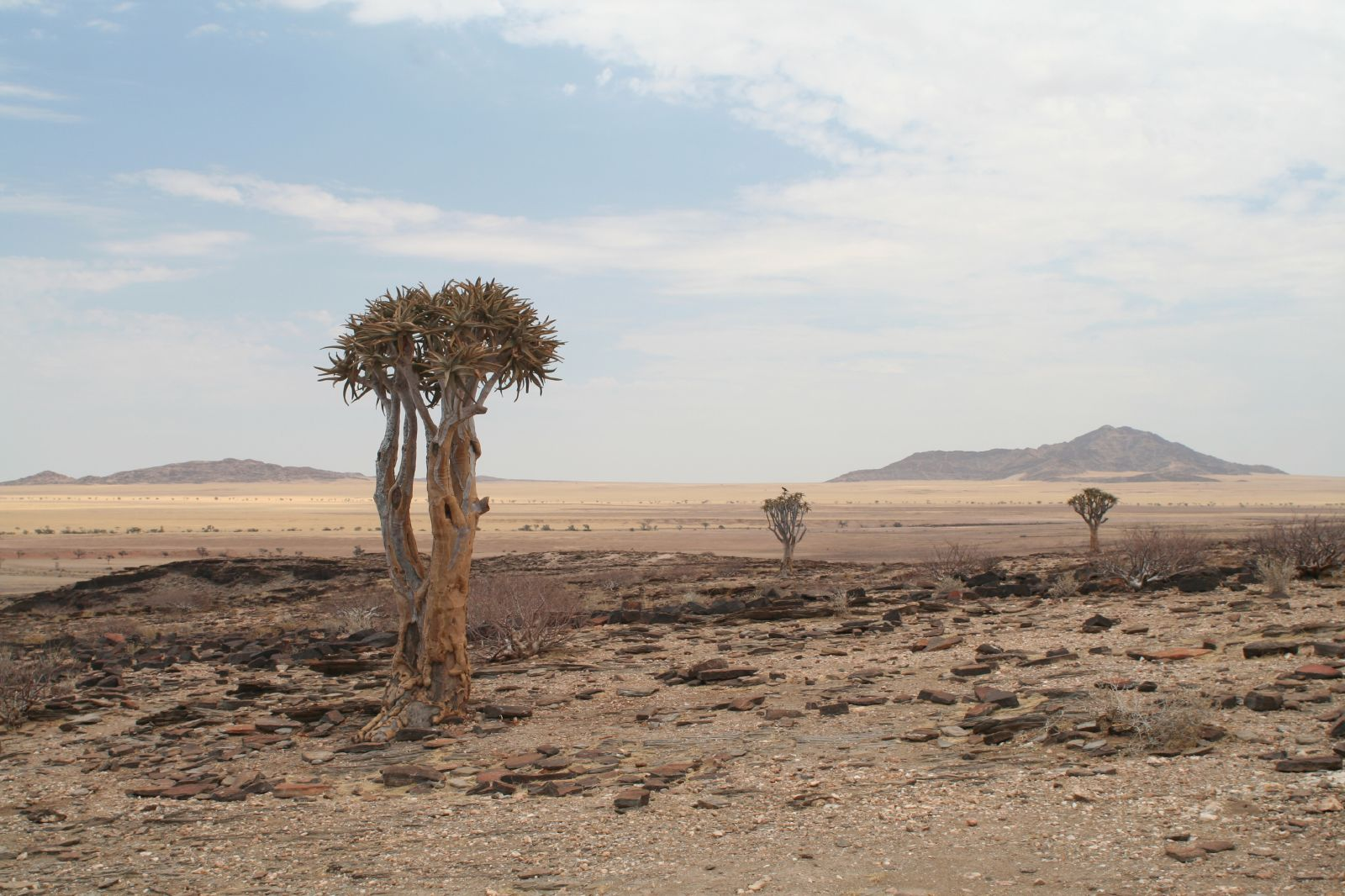